# Anne Bohlen
Anne Bohlen (* 1948 oder 1949) ist eine US-amerikanische Filmproduzentin von Dokumentarfilmen. Dabei machte sie sich vor allem bei der Recherche alten Filmmaterials einen Namen.

## Leben und Werk
Anne Bohlen wurde 1948, möglicherweise auch 1949, geboren. Sie schloss ein Masterstudium an der American University ab und führte danach zahlreiche Filmrecherchen über arbeitende Frauen in den USA durch. Dies war auch in ihrem ersten Film Mit Baby und Banner ein wesentlicher Teil ihrer Aufgaben als Produzentin, was ihr eine Oscarnominierung einbrachte. 1985 veröffentlichten sie und Celeste Wesson die auf National Public Radio ausgestrahlte Radiodokumentation The Power and the Spirit über eine Bewegung, die Frauen das Recht zur Ordination in der katholischen Kirche ermöglichen wollte. 1986 folgte mit The Global Assembly Line ein Film über die Arbeitsbedingungen in von US-amerikanischen Firmen ins Ausland verlagerte Produktionsstätten. Bei dem Film Blut im Gesicht, den sie zusammen mit Kevin Rafferty und James Ridgeway produzierte und Regie führte, half Michael Moore bei der Kontaktaufnahme mit den im Film dargestellten White-Supremacy-Gruppen. Im Gegenzug unterstützten sie und Rafferty Moore bei dessen erstem Film Roger & Me, für den sie an den Drehort Flint reisten. Moore bezeichnete diese Hilfe später als „Crashkurs für Filmemacher“. Anne Bohlen unterstützte Moore zusätzlich per Telefon für den Rest der Produktion und empfahl ihm eine gute Filmeditorin als sich Probleme mit dem Schnitt abzeichneten. Sie erhielt einen Credit als Produktionsmanagerin des Films.
1991 bot Anne Bohlen Film- und Videorecherche sowie Filmproduktion als Dienstleistung an und nannte die Recherche in Wochenschauen und nationalen Archiven als ihre Spezialität. 2008 war sie Leiterin einer Fakultät am Antioch College in Yellow Springs. Zu diesem Zeitpunkt war sie dort bereits über 16 Jahre lang als Professorin für Film tätig.

## Filmografie (Auswahl)
- 1978: Mit Baby und Banner With Babies and Banners: Story of the Women’s Emergency Brigade
- 1983: Seeing Red
- 1986: The Global Assembly Line
- 1989: Roger & Me
- 1991: Blut im Gesicht (Blood in the Face) (auch Regie)
- 1991: Memorial: Letters from American Soldiers (Kurzfilm)
- 1996: Taken for a Ride
- 1996: Muhammad Ali: The Whole Story

## Auszeichnungen und Nominierungen
1979 war Anne Bohlen zusammen mit Lorraine Gray und Lyn Goldfarb für einen Oscar in der Kategorie Bester Dokumentarfilm nominiert.
1987 erhielt sie zusammen mit Lorraine Gray und Patricia Fernández-Kelly für The Global Assembly Line einen News & Documentary Emmy Award in der Kategorie Herausragende Informations-, Kultur- oder Geschichtssendung.